# François Viaur
François Viaur — de son vrai nom François de Ginestel — est un comédien français, né à Saint-Genest-de-Contest (Tarn) le 15 mai 1930 et mort à Créteil (Val-de-Marne) le 29 juillet 2002.

## Filmographie

### Cinéma
- 1964 : Playtime de Jacques Tati
- 1971 : La Cavale de Michel Mitrani : Un prévenu
- 1972 : On n'arrête pas le printemps de René Gilson
- 1972 : C'est la queue du chat qui m'électrise d'Ernst Hofbauer : le client au kiosque
- 1974 : La Coupe à dix francs de Philippe Condroyer
- 1974 : La Chair de l'orchidée de Patrice Chéreau
- 1974 : Q (autre titre : Au plaisir des dames) de Jean-François Davy
- 1975 : L'Incorrigible de Philippe de Broca : Le portier de la prison
- 1975 : Monsieur Klein de Joseph Losey
- 1975 : La Chatte sur un doigt brûlant de Cyrille Chardon
- 1975 : Exhibition de Jean-François Davy
- 1976 : L'Aile ou la Cuisse de Claude Zidi : Un sommelier
- 1976 : Le Locataire de Roman Polanski : Le sergent de police
- 1976 : Le Bouche trou de Jean-Claude Roy : Le maître d'hôtel
- 1976 : Les Pornocrates de Jean-François Davy : lui-même
- 1978 : Le Cavaleur de Philippe de Broca : Le concierge du conservatoire
- 1978 : Chaussette surprise de Jean-François Davy : Le créancier
- 1978 : Coup de tête de Jean-Jacques Annaud : Le vomisseur
- 1978 : Girls de Just Jaeckin
- 1978 : Tendrement vache de Serge Pénard : Le curé
- 1979 : Le Piège à cons de Jean-Pierre Mocky : Arnaud
- 1979 : An Almost Perfect Affair de Michael Ritchie
- 1981 : Mille milliards de dollars de Henri Verneuil : L'employé de l'hôtel
- 1981 : Quartet de James Ivory : Lefranc
- 1982 : Banzai de Claude Zidi : Le responsable de la société de crédit
- 1983 : Un chien dans un jeu de quilles de Bernard Guillou
- 1983 : Éducation anglaise de Jean-Claude Roy : Le maire
- 1984 : Le téléphone sonne toujours deux fois de Jean-Pierre Vergne
- 1984 : Une Américaine à Paris - "American dreamer" de Rick Rosenthal
- 1987 : Saxo de Ariel Zeitoun
- 1987 : Vent de panique de Bernard Stora
- 1988 : Je t'ai dans la peau de Jean-Pierre Thorn : M. Guilbert, le chef du personnel
- 1988 : La Comédie du travail de Luc Moullet : Ducroq
- 1989 : Le Provincial de Christian Gion
- 1997 : Robin des mers de Jean-Pierre Mocky : Le juge Dormel
- 1998 : L'Ami du jardin de Jean-Louis Bouchaud : Le maire
- 2000 : Le Fabuleux Destin d'Amélie Poulain de Jean-Pierre Jeunet : Le patron du bistrot

### Télévision
- 1978 : Messieurs les ronds-de-cuir de Daniel Ceccaldi
- 1978 : Sam et Sally de Nicolas Ribowski, épisode : Lili : Le secrétaire
- 1978 : Médecins de nuit de Philippe Lefebvre, épisode : Anne : le collègue policier
- 1978 : Les Enquêtes du commissaire Maigret, épisode : Maigret et les témoins récalcitrants de Denys de La Patellière
- 1978 : Le Rabat-joie de Jean Larriaga
- 1979 : Un juge, un flic de Denys de La Patellière, seconde saison (1979), épisode : Parce que...!
- 1979 : Les Enquêtes du commissaire Maigret, épisode : Le Fou de Bergerac d'Yves Allégret
- 1979 : Les Enquêtes du commissaire Maigret, épisode : Maigret et l'Indicateur d'Yves Allégret
- 1981 : Les Enquêtes du commissaire Maigret, Une confidence de Maigret d'Yves Allégret
- 1988 : Haute Sécurité de Jean-Pierre Bastid
- 1996 : L'Instit, épisode 4-04, Méchante, de Denys Granier-Deferre : gardien théâtre

## Théâtre
- 1969 : Noces de sang de Federico García Lorca, mise en scène Raymond Rouleau, Théâtre des Célestins
- 1967 : Les Girafes de Richard Bohringer, mise en scène Raymond Rouleau, Théâtre de la Gaîté Montparnasse
- 1971 : Le Songe d'une nuit d'été de William Shakespeare, mise en scène Jean Gillibert, Théâtre de Chateauvallon
- 1976 : Le Tube de Françoise Dorin, mise en scène François Périer, Théâtre des Célestins, tournées Herbert-Karsenty
- 1983 : La Mère de Stanisław Ignacy Witkiewicz, mise en scène Jean-Louis Jacopin, Théâtre de la Bastille
- 1987 : L'Excès contraire, de Françoise Sagan, Bouffes-Parisiens
- 1991 : La Dame de chez Maxim de Georges Feydeau, mise en scène Bernard Murat, Théâtre Marigny
- 2000 : Minuit chrétien de Tilly, Théâtre de Sartrouville